# Japan op de Olympische Winterspelen 1960
Tijdens de Olympische Winterspelen van 1960, die in Squaw Valley (Verenigde Staten) werden gehouden, nam Japan voor de zesde keer deel.

## Deelnemers en resultaten

### Alpineskiën
| Olympiër         | Discipline       | Resultaat | Prestatie                    |
| ---------------- | ---------------- | --------- | ---------------------------- |
| Chiharu Igaya    | afdaling (m)     | 34e       | 2.25,0 (+19,0)               |
| Chiharu Igaya    | reuzenslalom (m) | 23e       | 1.55,8 (+7,5)                |
| Chiharu Igaya    | slalom (m)       | 12e       | 2.20,2 (+11,3) 1.10,9+1.09,3 |
| Masayoshi Mitani | afdaling (m)     | 53e       | 2.31,3 (+25,3)               |
| Masayoshi Mitani | reuzenslalom (m) | 33e       | 2.05,6 (+17,3)               |
| Masayoshi Mitani | slalom (m)       | dq        | diskwalificatie              |
| Osamu Tada       | afdaling (m)     | 46e       | 2.28,5 (+22,5)               |
| Osamu Tada       | reuzenslalom (m) | 35e       | 2.06,5 (+18,2)               |
| Osamu Tada       | slalom (m)       | 26e       | 2.44,0 (+35,1) 1.17,2+1.26,8 |
| Takashi Takeda   | reuzenslalom (m) | 44e       | 2.13,4 (+25,1)               |
| Takashi Takeda   | slalom (m)       | 33e       | 2.56,0 (+47,1) 1.26,7+1.29,3 |

### Kunstrijden
| Olympiër      | Discipline | Resultaat | Prestatie                  |
| ------------- | ---------- | --------- | -------------------------- |
| Nobuo Sato    | mannen     | 14e       | pc. 120,0; 1206,800 punten |
| Junko Ueno    | vrouwen    | 17e       | pc. 158,0; 1176,500 punten |
| Miwa Fukuhara | vrouwen    | 21e       | pc. 188,0; 1134,700 punten |

### Langlaufen
| Olympiër                                                  | Discipline            | Resultaat | Prestatie                                                    |
| --------------------------------------------------------- | --------------------- | --------- | ------------------------------------------------------------ |
| Eiji Kurita                                               | 15 km (m)             | 45e       | 58.57,0 (+7.01,5)                                            |
| Eiji Kurita                                               | 30 km (m)             | 39e       | 2:11.25,8 (+20.21,9)                                         |
| Eiji Kurita                                               | 50 km (m)             | 27e       | 3:38.40,6 (+39.34,3)                                         |
| Takashi Matsuhashi                                        | 15 km (m)             | 40e       | 57.49,1 (+5.53,6)                                            |
| Takashi Matsuhashi                                        | 30 km (m)             | 35e       | 2:06.25,5 (+15.21,6)                                         |
| Kazuo Sato                                                | 15 km (m)             | 30e       | 56.15,0 (+4.19,5)                                            |
| Kazuo Sato                                                | 30 km (m)             | 37e       | 2:07.07,2 (+16.03,3)                                         |
| Kazuo Sato                                                | 50 km (m)             | dnf       | opgave                                                       |
| Takashi Matsuhashi Kazuo Sato Eiji Kurita Akemi Taniguchi | 4x10 km estafette (m) | 10e       | 2:36.44,9 (+17.59,3) (39.02,0 / 37.41,0 / 39.17,0 / 40.44,9) |

### Noordse combinatie
| Olympiër        | Discipline | Resultaat | Prestatie                                   |
| --------------- | ---------- | --------- | ------------------------------------------- |
| Yosuke Eto      | mannen     | 15e       | 429,984 punten schans: 218,5 15 km: 211,484 |
| Akemi Taniguchi | mannen     | 24e       | 409,226 punten schans: 194,0 15 km: 215,226 |
| Takashi Matsui  | mannen     | dnf       | opgave                                      |
| Rikio Yoshida   | mannen     | dnf       | opgave                                      |

### Schaatsen
| Olympiër           | Discipline   | Resultaat | Prestatie         |
| ------------------ | ------------ | --------- | ----------------- |
| Yoshitaki Hori     | 500 m (m)    | 16e       | 41,8 (+1,6)       |
| Yoshitaki Hori     | 1500 m (m)   | 29e       | 2.21,7 (+11,3)    |
| Shuji Kobayashi    | 1500 m (m)   | 34e       | 2.23,0 (+12,6)    |
| Shuji Kobayashi    | 5000 m (m)   | 24e       | 8.29,8 (+38,5)    |
| Shuji Kobayashi    | 10.000 m (m) | 21e       | 17.20,8 (+1.34,2) |
| Takeo Mizoo        | 500 m (m)    | 36e       | 43,7 (+3,5)       |
| Takeo Mizoo        | 1500 m (m)   | 33e       | 2.22,6 (+12,2)    |
| Takeo Mizoo        | 5000 m (m)   | 23e       | 8.28,7 (+37,4)    |
| Takeo Mizoo        | 10.000 m (m) | 25e       | 17.42,0 (+1.55,4) |
| Fumio Nagakubo     | 500 m (m)    | 9e        | 41,1 (+0,9)       |
| Fumio Nagakubo     | 1500 m (m)   | 21e       | 2.18,7 (+8,3)     |
| Shinkichi Takemura | 500 m (m)    | 43e       | 45,9 (+5,7)       |
|                    |              |           |                   |
| Fumie Hama         | 500 m (v)    | 8e        | 47,4 (+1,5)       |
| Fumie Hama         | 1000 m (v)   | 7e        | 1.36,1 (+2,0)     |
| Fumie Hama         | 1500 m (v)   | 10e       | 2.33,3 (+8,1)     |
| Hatsue Takamizawa  | 500 m (v)    | 5e        | 46,6 (+0,7)       |
| Hatsue Takamizawa  | 1000 m (v)   | 5e        | 1.35,8 (+1,7)     |
| Hatsue Takamizawa  | 1500 m (v)   | 19e       | 2.43,7 (+18,5)    |
| Hatsue Takamizawa  | 3000 m (v)   | 4e        | 5.21,4 (+7,1)     |
| Yoshiko Takano     | 500 m (v)    | 19e       | 50,3 (+4,4)       |
| Yoshiko Takano     | 1000 m (v)   | 16e       | 1.39,9 (+5,8)     |
| Yoshiko Takano     | 1500 m (v)   | 12e       | 2.34,0 (+8,8)     |
| Yoshiko Takano     | 3000 m (v)   | 10e       | 5.30,9 (+16,6)    |

### Schansspringen
| Olympiër       | Discipline | Resultaat | Prestatie                  |
| -------------- | ---------- | --------- | -------------------------- |
| Sadao Kikuchi  | mannen     | 15e       | 206,2 punten (88,5+77,0 m) |
| Koichi Sato    | mannen     | 22e       | 200,3 punten (82,0+78,0 m) |
| Yosuke Eto     | mannen     | 25e       | 197,7 punten (85,5+72,5 m) |
| Takashi Matsui | mannen     | 30e       | 189,6 punten (78,5+75,0 m) |

### IJshockey
| Olympiër | Discipline | Resultaat | Prestatie |
| --- | ---------- | --------- | --- |
| Shikashi Akazawa Shinichi Honma Toshiei Honma Hidenori Inatsu Atsuo Irie Yuji Iwaoka Takashi Kakihara Yoshihiro Miyazaki Masao Murano Isao Ono Akiyoshi Segawa Shigeru Shimada Kunito Takagi Mamoru Takashima Masami Tanabu Shoichi Tomita Toshihiko Yamada | mannen     | 8e        | voorronde groep A: 1 - 19 Japan - Canada 0 - 19 Japan - Zweden plaatsingsronde 7e t/m 9e plaats: 6 - 6 Japan - Finland 13 - 2 Japan - Australië 2 - 11 Japan - Finland 11 - 3 Japan - Australië |

Argentinië · Australië · Bulgarije · Canada · Chili · Denemarken · Duits eenheidsteam · Finland · Frankrijk · Groot-Brittannië · Hongarije · IJsland · Italië · Japan · Libanon · Liechtenstein · Nederland · Nieuw-Zeeland · Noorwegen · Oostenrijk · Polen · Sovjet-Unie · Spanje · Tsjecho-Slowakije · Turkije · Verenigde Staten · Zuid-Afrika · Zuid-Korea · Zweden · Zwitserland